# Basbaryton
Basbaryton (italsky basso cantante nebo basso-baritono, anglicky high bass nebo low baritone) je mužský hlas ležící mezi basem a barytonem. Rozsah je přibližně od velkého F do f1.
Basbaryton je definován jako hluboký hlas spíše basové polohy, avšak s barytonovou barvou a kvalitou tónu – oproti klasickému basu zní tedy jemněji. Někteří basbarytonoví zpěváci mohou dosáhnout neobvykle velkého hlasového rozsahu a operní basbarytonisté často zpívají jak basové, tak barytonové role.
Rozlišují se dva druhy basbarytonu:
- lyrický basbaryton (např. Faust: Méphistopheles)
- dramatický basbaryton (např. Prsten Nibelungův: Wotan)